# Purunpää
Purunpää är en halvö i Finland.   Den ligger i Dragsfjärd i kommunen Kimitoön i landskapet Egentliga Finland, i den södra delen av landet, 140 km väster om huvudstaden Helsingfors.